# Eugenio Cavadini

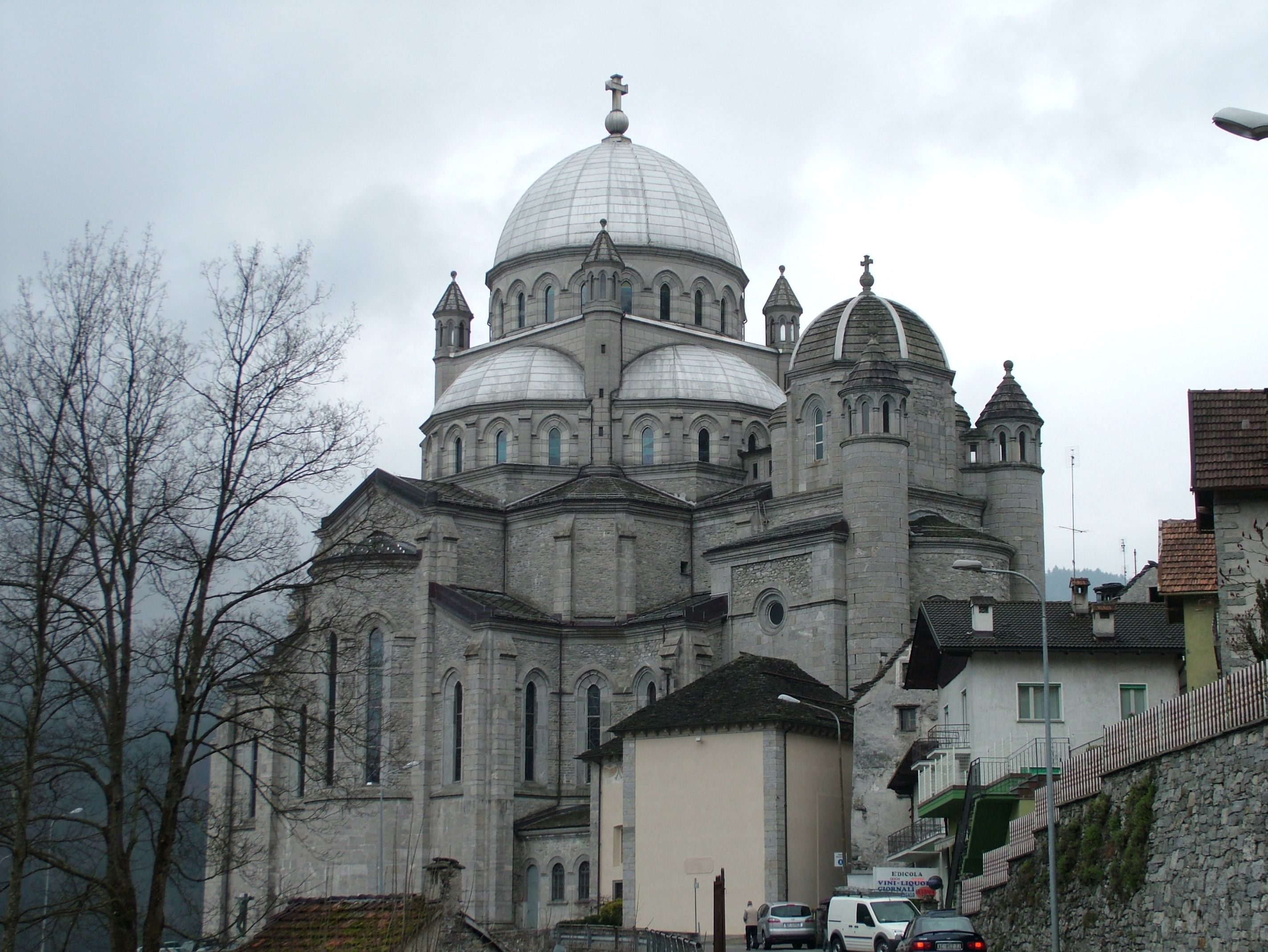
Das Santuario di Re, 1918 entworfen (mit Edoardo Collamarini), 1958 geweiht.

Eugenio Cavadini (geb. 28. August 1881 in Morbio Inferiore; gest. 12. Juni 1962 in Locarno) war ein Schweizer Architekt. Mit seinem Sohn Agostino Cavadini führte er ab 1933 ein gemeinsames Büro.

## Leben
Cavadini studierte am Technikum Burgdorf. Als Mittzwanziger war er von 1907 bis 1912 Stadtbaumeister von Locarno, 1912 bis 1922 war er Direktor der Società Immobiliare Locarno. Als solcher hatte er massgeblichen Einfluss auf die Entwicklung des Quartiere Nouvo. In diese Zeit fallen beispielsweise der städtische Schlachthof und das herausragende Beispiel des Liberty-Stils in Locarno, die Villa Emilia, beide 1911. Im ganzen Kanton und auch in Italien baute Cavadini öffentliche Gebäude: Kirchen, die grösste wohl die zusammen mit Eduardo Collamari 1918 geplante, aber erst 1958 fertiggestellte Wallfahrtskirche der Madonna del Sangue im römisch-byzantinischen Historismus, Krankenhäuser wie das Bezirkskrankenhaus von Cevio (1922), aber auch Wohngebäude und Fabriken.
Nach dem Eintritt des Sohnes wandelte sich die Formensprache des Büros hin zu einem Rationalismus italienischer Prägung. Beispiele hierfür sind die Clinica San Rocco in Lugano (1935) und das Kurheim Carmelo in Brione sopra Minusio aus demselben Jahr, die Erweiterung des Bezirkskrankenhauses Locarno (1937) und das Altersheim Sante Croce in Faido (um 1935).